# Dubois (Wyoming)
Dubois – miasto w Stanach Zjednoczonych, w stanie Wyoming, w hrabstwie Fremont.